# FMよみたん
株式会社FMよみたん（エフエムよみたん）は、沖縄県中頭郡読谷村の全域と嘉手納町、北谷町、国頭郡恩納村の各一部地域を放送区域として超短波放送（FM放送）を行う特定地上基幹放送事業者である。
FMよみたんの愛称でコミュニティ放送を行っている。　

## 概要
沖縄県で10番目のコミュニティ放送局として2008年（平成20年）11月1日に開局した。
全て自社制作番組で24時間放送。7:00から22:00は生放送が中心で、YouTubeで配信している。また「YOUTV」の名称で動画配信も行っており、局内には動画配信・撮影用のスタジオも持つ。
公募によるイメージキャラクターに「七八郎」がいる。
なお、免許保有者としては2023年5月現在「株式会社FMよみたん」であるが、事実上の運営については、2022年8月16日に設立された「NPO法人いちへき786」へ移管され担われている。

## 主な番組
番組は特別番組等を除き、1・4・7・10月に改編が行なわれる。最新の番組についてはホームページ内「番組表」を参照。

### 平日
| 時 | 分 | 月曜日 | 火曜日 | 水曜日 | 木曜日 | 金曜日 |
| -- | -- | --- | --- | --- | --- | --- |
| 6  | 00 | 6:00 EXERMUSIC よみたん | 6:00 EXERMUSIC よみたん | 6:00 EXERMUSIC よみたん | 6:00 EXERMUSIC よみたん | 6:00 EXERMUSIC よみたん |
| 7  | 00 | 7:00 べにいも村イモーニング MC：比嘉雅也・金城礼子・知花舞 ▽7:10 お悔やみ放送 ▽7:15 安心・安全ゆいラジオ ▽7:28 献血情報 ▽7:30 読谷交通情報 ▽7:35 イモスポ（月・中日ドラゴンズ、水・琉球デイゴス、木・サッカー情報） ▽7:45 学校かわら版（水・専門学校日経ビジネス、金・嘉手納高校） ▽7:55 村内工事情報 ▽8:00 ラジオ体操第1 ▽8:16 読谷情報816 ▽8:20 （水）読谷村商工会求人情報（木）読谷村診療所 ▽8:30 （第1水）体験王国むら咲むら ▽8:45 （月・水・金）ゆんた市場 | 7:00 べにいも村イモーニング MC：比嘉雅也・金城礼子・知花舞 ▽7:10 お悔やみ放送 ▽7:15 安心・安全ゆいラジオ ▽7:28 献血情報 ▽7:30 読谷交通情報 ▽7:35 イモスポ（月・中日ドラゴンズ、水・琉球デイゴス、木・サッカー情報） ▽7:45 学校かわら版（水・専門学校日経ビジネス、金・嘉手納高校） ▽7:55 村内工事情報 ▽8:00 ラジオ体操第1 ▽8:16 読谷情報816 ▽8:20 （水）読谷村商工会求人情報（木）読谷村診療所 ▽8:30 （第1水）体験王国むら咲むら ▽8:45 （月・水・金）ゆんた市場 | 7:00 べにいも村イモーニング MC：比嘉雅也・金城礼子・知花舞 ▽7:10 お悔やみ放送 ▽7:15 安心・安全ゆいラジオ ▽7:28 献血情報 ▽7:30 読谷交通情報 ▽7:35 イモスポ（月・中日ドラゴンズ、水・琉球デイゴス、木・サッカー情報） ▽7:45 学校かわら版（水・専門学校日経ビジネス、金・嘉手納高校） ▽7:55 村内工事情報 ▽8:00 ラジオ体操第1 ▽8:16 読谷情報816 ▽8:20 （水）読谷村商工会求人情報（木）読谷村診療所 ▽8:30 （第1水）体験王国むら咲むら ▽8:45 （月・水・金）ゆんた市場 | 7:00 べにいも村イモーニング MC：比嘉雅也・金城礼子・知花舞 ▽7:10 お悔やみ放送 ▽7:15 安心・安全ゆいラジオ ▽7:28 献血情報 ▽7:30 読谷交通情報 ▽7:35 イモスポ（月・中日ドラゴンズ、水・琉球デイゴス、木・サッカー情報） ▽7:45 学校かわら版（水・専門学校日経ビジネス、金・嘉手納高校） ▽7:55 村内工事情報 ▽8:00 ラジオ体操第1 ▽8:16 読谷情報816 ▽8:20 （水）読谷村商工会求人情報（木）読谷村診療所 ▽8:30 （第1水）体験王国むら咲むら ▽8:45 （月・水・金）ゆんた市場 | 7:00 べにいも村イモーニング MC：比嘉雅也・金城礼子・知花舞 ▽7:10 お悔やみ放送 ▽7:15 安心・安全ゆいラジオ ▽7:28 献血情報 ▽7:30 読谷交通情報 ▽7:35 イモスポ（月・中日ドラゴンズ、水・琉球デイゴス、木・サッカー情報） ▽7:45 学校かわら版（水・専門学校日経ビジネス、金・嘉手納高校） ▽7:55 村内工事情報 ▽8:00 ラジオ体操第1 ▽8:16 読谷情報816 ▽8:20 （水）読谷村商工会求人情報（木）読谷村診療所 ▽8:30 （第1水）体験王国むら咲むら ▽8:45 （月・水・金）ゆんた市場 |
| 8  | 00 | 7:00 べにいも村イモーニング MC：比嘉雅也・金城礼子・知花舞 ▽7:10 お悔やみ放送 ▽7:15 安心・安全ゆいラジオ ▽7:28 献血情報 ▽7:30 読谷交通情報 ▽7:35 イモスポ（月・中日ドラゴンズ、水・琉球デイゴス、木・サッカー情報） ▽7:45 学校かわら版（水・専門学校日経ビジネス、金・嘉手納高校） ▽7:55 村内工事情報 ▽8:00 ラジオ体操第1 ▽8:16 読谷情報816 ▽8:20 （水）読谷村商工会求人情報（木）読谷村診療所 ▽8:30 （第1水）体験王国むら咲むら ▽8:45 （月・水・金）ゆんた市場 | 7:00 べにいも村イモーニング MC：比嘉雅也・金城礼子・知花舞 ▽7:10 お悔やみ放送 ▽7:15 安心・安全ゆいラジオ ▽7:28 献血情報 ▽7:30 読谷交通情報 ▽7:35 イモスポ（月・中日ドラゴンズ、水・琉球デイゴス、木・サッカー情報） ▽7:45 学校かわら版（水・専門学校日経ビジネス、金・嘉手納高校） ▽7:55 村内工事情報 ▽8:00 ラジオ体操第1 ▽8:16 読谷情報816 ▽8:20 （水）読谷村商工会求人情報（木）読谷村診療所 ▽8:30 （第1水）体験王国むら咲むら ▽8:45 （月・水・金）ゆんた市場 | 7:00 べにいも村イモーニング MC：比嘉雅也・金城礼子・知花舞 ▽7:10 お悔やみ放送 ▽7:15 安心・安全ゆいラジオ ▽7:28 献血情報 ▽7:30 読谷交通情報 ▽7:35 イモスポ（月・中日ドラゴンズ、水・琉球デイゴス、木・サッカー情報） ▽7:45 学校かわら版（水・専門学校日経ビジネス、金・嘉手納高校） ▽7:55 村内工事情報 ▽8:00 ラジオ体操第1 ▽8:16 読谷情報816 ▽8:20 （水）読谷村商工会求人情報（木）読谷村診療所 ▽8:30 （第1水）体験王国むら咲むら ▽8:45 （月・水・金）ゆんた市場 | 7:00 べにいも村イモーニング MC：比嘉雅也・金城礼子・知花舞 ▽7:10 お悔やみ放送 ▽7:15 安心・安全ゆいラジオ ▽7:28 献血情報 ▽7:30 読谷交通情報 ▽7:35 イモスポ（月・中日ドラゴンズ、水・琉球デイゴス、木・サッカー情報） ▽7:45 学校かわら版（水・専門学校日経ビジネス、金・嘉手納高校） ▽7:55 村内工事情報 ▽8:00 ラジオ体操第1 ▽8:16 読谷情報816 ▽8:20 （水）読谷村商工会求人情報（木）読谷村診療所 ▽8:30 （第1水）体験王国むら咲むら ▽8:45 （月・水・金）ゆんた市場 | 7:00 べにいも村イモーニング MC：比嘉雅也・金城礼子・知花舞 ▽7:10 お悔やみ放送 ▽7:15 安心・安全ゆいラジオ ▽7:28 献血情報 ▽7:30 読谷交通情報 ▽7:35 イモスポ（月・中日ドラゴンズ、水・琉球デイゴス、木・サッカー情報） ▽7:45 学校かわら版（水・専門学校日経ビジネス、金・嘉手納高校） ▽7:55 村内工事情報 ▽8:00 ラジオ体操第1 ▽8:16 読谷情報816 ▽8:20 （水）読谷村商工会求人情報（木）読谷村診療所 ▽8:30 （第1水）体験王国むら咲むら ▽8:45 （月・水・金）ゆんた市場 |
| 9  | 00 | 9:00 観光情報番組よみたんラジオ MC：あけぽん・長嶺千草・桃原脩・万年冬仕様・根本愛子・比嘉哲治・比嘉志穂 ▽観光地インフォメーション ▽読谷なんでも調査団 | 9:00 観光情報番組よみたんラジオ MC：あけぽん・長嶺千草・桃原脩・万年冬仕様・根本愛子・比嘉哲治・比嘉志穂 ▽観光地インフォメーション ▽読谷なんでも調査団 | 9:00 観光情報番組よみたんラジオ MC：あけぽん・長嶺千草・桃原脩・万年冬仕様・根本愛子・比嘉哲治・比嘉志穂 ▽観光地インフォメーション ▽読谷なんでも調査団 | 9:00 観光情報番組よみたんラジオ MC：あけぽん・長嶺千草・桃原脩・万年冬仕様・根本愛子・比嘉哲治・比嘉志穂 ▽観光地インフォメーション ▽読谷なんでも調査団 | 9:00 観光情報番組よみたんラジオ MC：あけぽん・長嶺千草・桃原脩・万年冬仕様・根本愛子・比嘉哲治・比嘉志穂 ▽観光地インフォメーション ▽読谷なんでも調査団 |
| 9  | 55 | 9:55 読谷村役場からのお知らせ | 9:55 読谷村役場からのお知らせ | 9:55 読谷村役場からのお知らせ | 9:55 読谷村役場からのお知らせ | 9:55 読谷村役場からのお知らせ |
| 10 | 00 | 10:00 etsuko365 MC：etsuko365メンバー | 10:00 EMワールドタイム MC：MAKI・HIDEKI | 10:00 わくわくヘルシータイム MC：メグ | 10:00 マジカルプラチナLife♪ MC：友寄恵美子 | 10:00 よみたんからちむどんどん♡ MC：ゆき |
| 11 | 00 | 11:00 （下記週以外）ゆんたんじゃ出番ですよ! MC：仲宗根朝治 （2週水曜）教えて!税理士さん! MC：仲宗根朝治 （4週水曜）教えて!弁護士さん! MC：仲宗根朝治 （3週木曜）読谷村診療所 健康情報 （1・3週金曜）ラジオでゆいまーる MC：比嘉雅也 | 11:00 （下記週以外）ゆんたんじゃ出番ですよ! MC：仲宗根朝治 （2週水曜）教えて!税理士さん! MC：仲宗根朝治 （4週水曜）教えて!弁護士さん! MC：仲宗根朝治 （3週木曜）読谷村診療所 健康情報 （1・3週金曜）ラジオでゆいまーる MC：比嘉雅也 | 11:00 （下記週以外）ゆんたんじゃ出番ですよ! MC：仲宗根朝治 （2週水曜）教えて!税理士さん! MC：仲宗根朝治 （4週水曜）教えて!弁護士さん! MC：仲宗根朝治 （3週木曜）読谷村診療所 健康情報 （1・3週金曜）ラジオでゆいまーる MC：比嘉雅也 | 11:00 （下記週以外）ゆんたんじゃ出番ですよ! MC：仲宗根朝治 （2週水曜）教えて!税理士さん! MC：仲宗根朝治 （4週水曜）教えて!弁護士さん! MC：仲宗根朝治 （3週木曜）読谷村診療所 健康情報 （1・3週金曜）ラジオでゆいまーる MC：比嘉雅也 | 11:00 （下記週以外）ゆんたんじゃ出番ですよ! MC：仲宗根朝治 （2週水曜）教えて!税理士さん! MC：仲宗根朝治 （4週水曜）教えて!弁護士さん! MC：仲宗根朝治 （3週木曜）読谷村診療所 健康情報 （1・3週金曜）ラジオでゆいまーる MC：比嘉雅也 |
| 12 | 00 | 12:00 FMYミュージックアワー 洋楽REMIX | 12:00 社長のサードプレイス MC：棚原秀樹 | 12:00 ほん和香な暮らし MC：金城礼子 | 12:00 しょこシアター MC：大宜見しょうこ・金城忍 | 12:00 FMYミュージックアワー K-POP |
| 12 | 45 | 12:00 FMYミュージックアワー 洋楽REMIX | 12:00 社長のサードプレイス MC：棚原秀樹 | 12:00 ほん和香な暮らし MC：金城礼子 | 12:46 タイムスほーむぷらざ | 12:46 タイムス住宅新聞 |
| 12 | 55 | 12:55 お悔やみ放送（再放送） | 12:55 お悔やみ放送（再放送） | 12:55 お悔やみ放送（再放送） | 12:55 お悔やみ放送（再放送） | 12:55 お悔やみ放送（再放送） |
| 13 | 00 | 13:00 ゴリゴリ哲学ラジオ MC：カプセレント具志 | 13:00 住まいと!健康!!in読谷 MC：中島光隆 | 13:00 動物愛護番組ハッピーわんにゃんパーク MC：新井美和・スウェンソン恵子 | 13:00 防災情報番組災害時は786 MC：比嘉志穂・岸本 大二郎 | 13:00 ストロベリームーン MC：紫あゆな |
| 14 | 00 | 14:00 初恋クロマニヨンのみーちくぱーちく! MC：初恋クロマニヨン | 14:00 ひろみのユンタクタイム MC：読沢ひろみ | 14:00 ドコモ読谷プレゼンツ もしもし!スマラジ! MC：ポポ・いずみん | 14:00 Time Traveler MC：ちょくわくい・mjay | 14:00 ニヤニヤ妄想族 MC：ゆにまーる |
| 15 | 00 | 15:00 ウチナーグチラジオ体操 | 15:00 ウチナーグチラジオ体操 | 15:00 ウチナーグチラジオ体操 | 15:00 ウチナーグチラジオ体操 | 15:00 ウチナーグチラジオ体操 |
| 15 | 02 | 15:02 恩納村情報番組 うんなむら ありんくりん MC：土居直美 | 15:02 沖縄観光情報オムオムワイド MC：オムリン | 15:02 サンレレトリップ MC：大宜味よーすけ | 15:02 やんばる情報番組 北の街だより MC：のんこ・やんやん | 15:02 まりこの部屋 MC：まりこ |
| 16 | 00 | 16:00 ラックタケ3の裕次郎の歌と共に MC：ラックタケ3 | 16:00 思い入れの昭和あの時 MC：そえなみコンビ | 16:00 あるfeel School Life MC：Jeny | 16:00 チャンスの女神 MC：比嘉恵子 | 16:00 西の南ものがたり MC：朝倉南 |
| 16 | 46 | 16:00 ラックタケ3の裕次郎の歌と共に MC：ラックタケ3 | 16:00 思い入れの昭和あの時 MC：そえなみコンビ | 16:00 あるfeel School Life MC：Jeny | 16:46 週間レキオ | 16:00 西の南ものがたり MC：朝倉南 |
| 17 | 00 | 17:00 沖縄村歩き MC：ツヨシ | 17:00 たかりんのBeppinアフター5 MC：たかりん | 17:00 そわそわエクスタシー〜あなたの人生にスパイスを〜 MC：ロビンソワ・あいみ | 17:00 NON∞ZPF MC：安里教子 | 17:00 ☆キララ☆の天使にハミング♪ MC：キララ |
| 17 | 45 | 17:45 読谷交通情報 | 17:45 読谷交通情報 | 17:45 読谷交通情報 | 17:45 読谷交通情報 | 17:45 読谷交通情報 |
| 17 | 50 | 17:50 沖縄村歩き | 17:50 たかりんのBeppinアフター5 | 17:50 そわそわエクスタシー〜あなたの人生にスパイスを〜 | 17:50 NON∞ZPF | 17:50 ☆キララ☆の天使にハミング♪ |
| 17 | 55 | 17:50 沖縄村歩き | 17:50 たかりんのBeppinアフター5 | 17:50 そわそわエクスタシー〜あなたの人生にスパイスを〜 | 17:50 NON∞ZPF | 17:55 村内工事情報（再放送） |
| 18 | 00 | 18:00 YOU刊TV MC：根本愛子 | 18:00 YOU刊TV MC：根本愛子 | 18:00 YOU刊TV MC：根本愛子 | 18:00 YOU刊TV MC：根本愛子 | 18:00 YOU刊TV MC：根本愛子 |
| 18 | 30 | 18:30 西海岸サンセットミュージック ▽18:30 （第1・3月）ナノカフェ | 18:30 西海岸サンセットミュージック ▽18:30 （第1・3月）ナノカフェ | 18:30 西海岸サンセットミュージック ▽18:30 （第1・3月）ナノカフェ | 18:30 西海岸サンセットミュージック ▽18:30 （第1・3月）ナノカフェ | 18:30 西海岸サンセットミュージック ▽18:30 （第1・3月）ナノカフェ |
| 18 | 55 | 18:55 読谷村役場からのお知らせ（再放送） | 18:55 読谷村役場からのお知らせ（再放送） | 18:55 読谷村役場からのお知らせ（再放送） | 18:55 読谷村役場からのお知らせ（再放送） | 18:55 読谷村役場からのお知らせ（再放送） |
| 19 | 00 | 19:00 サムじぃのカエルNEWS MC：SAM | 19:00 海人写真家のギョバグラフ MC：古谷千佳子 | 19:00 ザンギテツジのちょっと!ちょっと! MC：テツジ | 19:00 ♪歌と想い出♪ MC：るつみ | 19:00 ままならない日々のグレーと踊る MC：あいこ |
| 20 | 00 | 20:00 ピースピース MC：しんちゃん | 20:00 ラジオでGO! MC：NAOTO・YU-KI | 20:00 Light House MC：優希美幸 | 20:00 音の森サロン MC：Sarah McRay・Martin k Forest | 20:00 ハートdeナイト♪ MC：ayame |
| 21 | 00 | 21:00 ブリージングナイト MC：TSUBASA | 21:00 吉田愼也のフォークポップスに想いをのせて・・・ MC：吉田愼也 | 21:00 水曜日のBLUES MC：マキ＆ダイキ | 21:00 GO!GO!レッドゾーン! MC：久野 | 21:00 Okinawa Buzz Rhythm MC：DJ Root ONE |
| 22 | 00 | 22:00 ミッドナイトミュージック ハネェーカチ島唄! | 22:00 ミッドナイトミュージック 昭和懐メロ交差点 | 22:00 ミッドナイトミュージック J-POP COOL WAVE | 22:00 ミッドナイトミュージック I LOVE オキナワンPOPS | 22:00 ミッドナイトミュージック ルーツ・ブラック＆アコースティックソウル |
| 23 | 00 | 22:00 ミッドナイトミュージック ハネェーカチ島唄! | 22:00 ミッドナイトミュージック 昭和懐メロ交差点 | 22:00 ミッドナイトミュージック J-POP COOL WAVE | 22:00 ミッドナイトミュージック I LOVE オキナワンPOPS | 22:00 ミッドナイトミュージック ルーツ・ブラック＆アコースティックソウル |
| 0  | 00 | 22:00 ミッドナイトミュージック ハネェーカチ島唄! | 22:00 ミッドナイトミュージック 昭和懐メロ交差点 | 22:00 ミッドナイトミュージック J-POP COOL WAVE | 22:00 ミッドナイトミュージック I LOVE オキナワンPOPS | 22:00 ミッドナイトミュージック ルーツ・ブラック＆アコースティックソウル |
| 1  | 00 | 22:00 ミッドナイトミュージック ハネェーカチ島唄! | 22:00 ミッドナイトミュージック 昭和懐メロ交差点 | 22:00 ミッドナイトミュージック J-POP COOL WAVE | 1:00 沖縄観光情報番組「めんそーれ読谷」 MC：金城礼子 | 22:00 ミッドナイトミュージック ルーツ・ブラック＆アコースティックソウル |
| 2  | 00 | 22:00 ミッドナイトミュージック ハネェーカチ島唄! | 22:00 ミッドナイトミュージック 昭和懐メロ交差点 | 22:00 ミッドナイトミュージック J-POP COOL WAVE | 2:00 ミッドナイトミュージック I LOVE オキナワンPOPS | 22:00 ミッドナイトミュージック ルーツ・ブラック＆アコースティックソウル |
| 3  | 00 | 22:00 ミッドナイトミュージック ハネェーカチ島唄! | 22:00 ミッドナイトミュージック 昭和懐メロ交差点 | 22:00 ミッドナイトミュージック J-POP COOL WAVE | 2:00 ミッドナイトミュージック I LOVE オキナワンPOPS | 22:00 ミッドナイトミュージック ルーツ・ブラック＆アコースティックソウル |
| 4  | 00 | 22:00 ミッドナイトミュージック ハネェーカチ島唄! | 22:00 ミッドナイトミュージック 昭和懐メロ交差点 | 22:00 ミッドナイトミュージック J-POP COOL WAVE | 2:00 ミッドナイトミュージック I LOVE オキナワンPOPS | 22:00 ミッドナイトミュージック ルーツ・ブラック＆アコースティックソウル |
| 5  | 00 | 22:00 ミッドナイトミュージック ハネェーカチ島唄! | 22:00 ミッドナイトミュージック 昭和懐メロ交差点 | 22:00 ミッドナイトミュージック J-POP COOL WAVE | 2:00 ミッドナイトミュージック I LOVE オキナワンPOPS | 22:00 ミッドナイトミュージック ルーツ・ブラック＆アコースティックソウル |

### 週末
| 時 | 分 | 土曜日                                                                                    | 日曜日                                                                     |
| -- | -- | ----------------------------------------------------------------------------------------- | -------------------------------------------------------------------------- |
| 6  | 00 | 6:00 EXERMUSIC よみたん                                                                   | 6:00 EXERMUSIC よみたん                                                    |
| 7  | 00 | 7:00 ミッドナイトミュージック ルーツ・ブラック＆アコースティックソウル ▽7:10 お悔やみ放送 | 7:00 ミッドナイトミュージック J-POPゴールドスタンダード ▽7:10 お悔やみ放送 |
| 8  | 00 | 7:00 ミッドナイトミュージック ルーツ・ブラック＆アコースティックソウル ▽7:10 お悔やみ放送 | 7:00 ミッドナイトミュージック J-POPゴールドスタンダード ▽7:10 お悔やみ放送 |
| 9  | 00 | 7:00 ミッドナイトミュージック ルーツ・ブラック＆アコースティックソウル ▽7:10 お悔やみ放送 | 7:00 ミッドナイトミュージック J-POPゴールドスタンダード ▽7:10 お悔やみ放送 |
| 10 | 00 | 10:00 POSITIVE VIBES MC：W/WINSOME                                                        | 10:00 ナナイロLOVE♡ MC：chigusa                                            |
| 11 | 00 | 11:00 体ふしぎ!ビタミンパワー! MC：ガブリエラ・ヒロコ                                     | 11:00 さし草salonふわっと♡ゆるま～る MC：みやひらふぁみりー                |
| 12 | 00 | 12:00 青色Noonセカンド MC：つくだー・ゆっけー                                             | 12:00 FMYミュージックアワー 沖縄民謡                                       |
| 12 | 55 | 12:55 お悔やみ放送（再放送）                                                              | 12:55 お悔やみ放送（再放送）                                               |
| 13 | 00 | 13:00 FMYミュージックアワー FMスタッフセレクション                                        | 13:30 ミルキータイム MC：みるく                                            |
| 14 | 00 | 14:00 美ら海ココロ MC：Yuki                                                               | 14:00 旅する よみたんさんぽ MC：mitsuyo                                    |
| 15 | 00 | 15:00 ぐーちょきぱー MC：恵子センセー                                                     | 15:00 ローカル・グローバル MC：Ren Otani                                   |
| 16 | 00 | 16:00 Narumiワールド MC：なーるー                                                         | 16:00 リハビリ塾 MC：岸谷英明                                              |
| 17 | 00 | 17:00 沖縄読谷村滞在記 MC：エーダロー                                                     | 17:00 家族のチカラ MC：前盛宏繁                                            |
| 18 | 00 | 18:00 繋がるユジュヨガラジオ MC：Yujヨガプロジェクト                                      | 18:00 ビューティーサシダのいいんじゃな〜い! MC：デュークサシダ・カイ       |
| 19 | 00 | 19:00 沖縄ジムカーナ魂! MC：J.TAKAE                                                       | 19:00 ミュージックフラッシュ MC：マリヤ                                    |
| 20 | 00 | 20:00 眼鏡アイチ読谷支店 MC：イトムラ・チバナユウ                                         | 20:00 FMYミュージックアワー 邦楽2000年代                                   |
| 21 | 00 | 21:00 まんたき～ラジオ MC：たけぽん・みなこ                                               | 21:00 フルムーンジョーグーRADIO-SHOW MC：いかり〜＆真一                    |
| 22 | 00 | 22:00 ミッドナイトミュージック J-POPゴールドスタンダード                                  | 22:00 ミッドナイトミュージック JAZZ&WORLD MUSIC                            |
| 23 | 00 | 22:00 ミッドナイトミュージック J-POPゴールドスタンダード                                  | 22:00 ミッドナイトミュージック JAZZ&WORLD MUSIC                            |
| 0  | 00 | 22:00 ミッドナイトミュージック J-POPゴールドスタンダード                                  | 22:00 ミッドナイトミュージック JAZZ&WORLD MUSIC                            |
| 1  | 00 | 22:00 ミッドナイトミュージック J-POPゴールドスタンダード                                  | 22:00 ミッドナイトミュージック JAZZ&WORLD MUSIC                            |
| 2  | 00 | 22:00 ミッドナイトミュージック J-POPゴールドスタンダード                                  | 22:00 ミッドナイトミュージック JAZZ&WORLD MUSIC                            |
| 3  | 00 | 22:00 ミッドナイトミュージック J-POPゴールドスタンダード                                  | 22:00 ミッドナイトミュージック JAZZ&WORLD MUSIC                            |
| 4  | 00 | 22:00 ミッドナイトミュージック J-POPゴールドスタンダード                                  | 22:00 ミッドナイトミュージック JAZZ&WORLD MUSIC                            |
| 5  | 00 | 22:00 ミッドナイトミュージック J-POPゴールドスタンダード                                  | 22:00 ミッドナイトミュージック JAZZ&WORLD MUSIC                            |

### めんそーれ読谷
めんそーれ読谷（めんそーれよみたん）は、FMよみたん制作による沖縄の観光情報などをメインとする情報番組。MUSIC BIRD for COMMUNITYを通じて、全国116局のコミュニティFM局へ配信されている。
以前放送されていた『おきふる!おきふる!』がリニューアルされたものである。読谷村に限らず、沖縄県内の交通手段、ホテルや観光スポットを紹介する。リスナーからのメッセージやリクエスト曲を募集しているが、投稿が無い場合が多く、その場合は金城が選んだ沖縄出身アーティストの楽曲を紹介する。
番組エンディングは、金城の「読谷村の夜空から、この曲に乗せて、おやすみしてください」のアナウンスののち、BIGINの「三線の花」をフル音源で流す。